# Adèle Kindt

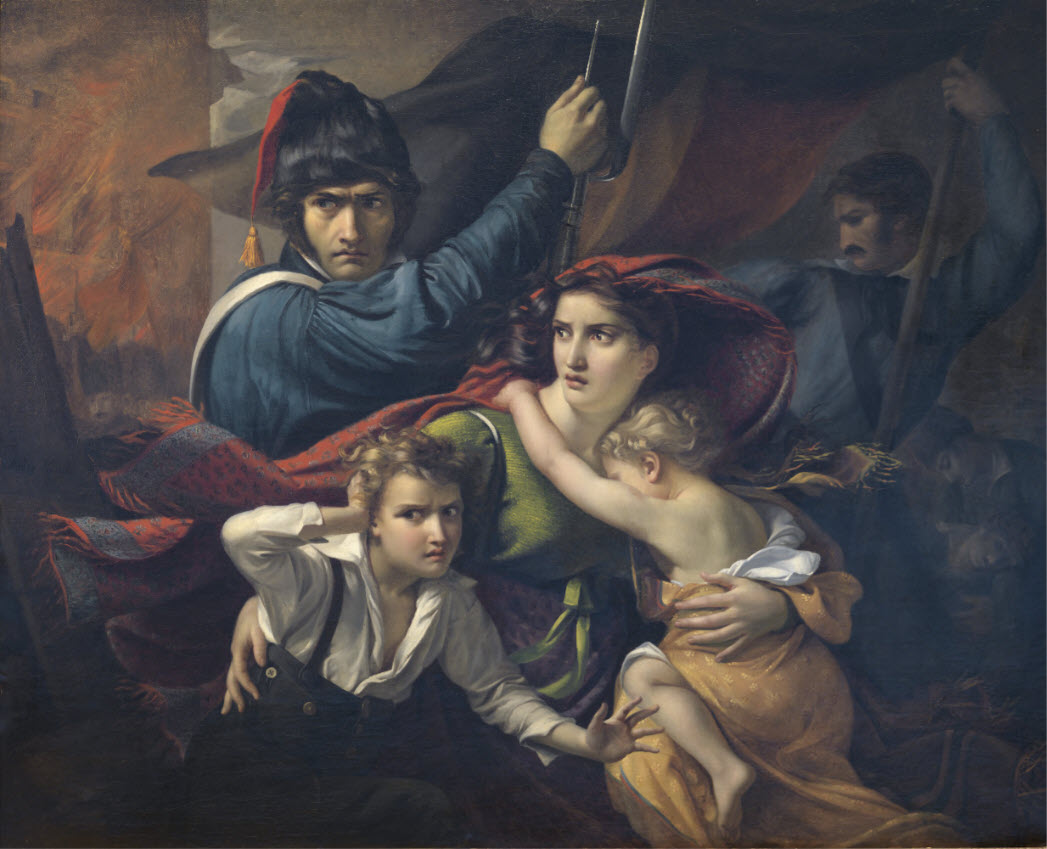
Parte del Episodio des journées de septembre 1830 de Kindt.

Marie-Adélaïde Kindt conocida también como Adèle Kindt (Bruselas, 16 de diciembre de 1804-ibidem, 8 de mayo de 1893) fue una pintora belga reconocida principalmente por sus retratos y escenas de género.

## Biografía
Nació en Bruselas en una familia que produjo muchas artistas femeninas, Marie-Adélaïde Kindt fue entrenada en dibujo por el grabador Antoine Cardon. Estudió pintura con François-Joseph Navez y fue animada por Jacques-Louis David.
Aunque se formó en el estilo neoclásico, Kindt produjo un trabajo influido por el romanticismo. Sus primeros trabajos incluyeron muchas escenas históricas. Su Episodio des journées de septembre 1830, que narra una escena de la Revolución belga de 1830, se considera su obra maestra y se exhibe en el Museo de la ciudad de Bruselas, situado en la Grand Place.
Después de la década de 1840, Kindt pintó obras mucho menos ambiciosas, principalmente retratos y escenas de género. Aunque adaptó su estilo para reflejar los gustos cambiantes del público, nunca recuperó el éxito de su carrera inicial.
Murió en Bruselas. Se suele decir que la fecha de su muerte fue en 1884, pero esto también se tiene como un "error obstinado" que debería corregirse al 8 de mayo de 1893. Su muerte se informó en el periódico Le Patriote el 12 de mayo de 1893, en la cobertura de los registros de nacimientos, defunciones y matrimonios en la ciudad de Bruselas.
Sus hermanas menores, Clara y Laurence, fueron paisajistas, al igual que su cuñada Isabelle Kindt-Van Assche.
Su obra se compone principalmente de pintura histórica y retratos y se encuentra repartida en museos e instituciones.

## Obras
- Museo de Bruselas: Retrato del profesor Auguste Baron (1826).
- Museo de Cortrique: Van Dyck muestra a la aldeana de Zaventhem, pintura sobre la leyenda de San Martín (1841).
- Ayuntamiento de Gante: Los últimos momentos del Conde de Egmont (1826).
- Casa Municipal de Bruselas: La Revolución de 1830, sin firmar, sin fecha.
- Ayuntamiento de Mons: Retrato del Conde Vinchant de Gontroeul, Mayor General al servicio de Austria (1860).
- Charlier Museum, Bruselas: Retrato de Estelle Juste, condesa del St Empire (1818).
- Enfermería del Beaterio de Bruselas: Cristo y los Ángeles, (1851)
- Museo Couven de Aquisgrán: retratos de Franzeska y Augusta Kutgens[8]